# Hypolobocera chilensis
Hypolobocera chilensis is een krabbensoort uit de familie van de Pseudothelphusidae. De wetenschappelijke naam van de soort is voor het eerst geldig gepubliceerd in 1844 door Lucas, in H. Milne Edwards & Lucas.